# Zwolsche Boys in het seizoen 1966/67
Het seizoen 1966/1967 was het 50e jaar in het bestaan van de Zwolse betaaldvoetbalclub Zwolsche Boys. De club kwam uit in de Tweede divisie en eindigde daarin op de 23e plaats.

## Wedstrijdstatistieken

### Tweede divisie
| 1e speelronde                                                            | Zwolsche Boys                                                                              | 0 – 1 (0 – 1)                                                                   | Roda JC                                                                        |
| 7 augustus 1966 Plaats: Zwolle Gemeentelijk Sportpark                    |                                                                                            |                                                                                 | 27' Frans Roemgens                                                             |
| 2e speelronde                                                            | Limburgia                                                                                  | 2 – 1 (0 – 1)                                                                   | Zwolsche Boys                                                                  |
| 14 augustus 1966 Plaats: Brunssum Venweg Toeschouwers: 1.500             | Dieter Gresens 70' Hermans 75'                                                             |                                                                                 | 40' Jan Witzand                                                                |
| 3e speelronde                                                            | Zwolsche Boys                                                                              | 1 – 1 (0 – 1)                                                                   | Wilhelmina                                                                     |
| 21 augustus 1966 Plaats: Zwolle Gemeentelijk Sportpark                   | Jan de Vries 75' (pen.)                                                                    |                                                                                 | 34' Piet Boomkens                                                              |
| 4e speelronde                                                            | Zwolsche Boys                                                                              | 0 – 0                                                                           | Hermes DVS                                                                     |
| 27 augustus 1966 Plaats: Zwolle Gemeentelijk Sportpark                   |                                                                                            |                                                                                 |                                                                                |
| 5e speelronde                                                            | Haarlem                                                                                    | 4 – 1 (2 – 1)                                                                   | Zwolsche Boys                                                                  |
| 28 augustus 1966 Plaats: Haarlem Jan Gijzenkade                          | Beer Wentink 42', 45' Piet Hoeben 65' Gerry Worst 80'                                      |                                                                                 | Tjeerd Henstra                                                                 |
| 6e speelronde                                                            | Zwolsche Boys                                                                              | 0 – 1 (0 – 0)                                                                   | PEC                                                                            |
| 3 september 1966 Plaats: Zwolle Gemeentelijk Sportpark                   |                                                                                            |                                                                                 | 63' Jan van Rooijen                                                            |
| 7e speelronde                                                            | Zwolsche Boys                                                                              | 1 – 0 (0 – 0)                                                                   | Excelsior                                                                      |
| 4 september 1966 Plaats: Zwolle Gemeentelijk Sportpark                   | Gait Rigter 85'                                                                            |                                                                                 |                                                                                |
| 8e speelronde                                                            | Hilversum                                                                                  | 5 – 0 (1 – 0)                                                                   | Zwolsche Boys                                                                  |
| 11 september 1966 Plaats: Hilversum Gemeentelijk Sportpark               | Martin de Nooy 44', 84' (pen.) Herman Rootert 47', –' Wilco Schras 60'                     |                                                                                 |                                                                                |
| 9e speelronde                                                            | Wageningen                                                                                 | 5 – 0 (2 – 0)                                                                   | Zwolsche Boys                                                                  |
| 18 september 1966 Plaats: Wageningen Wageningse Berg Toeschouwers: 2.500 | Henk Jansen 3' Frans van Ernst 17', 58' Joop Willems 60' Marcel Broecks 61'                |                                                                                 |                                                                                |
| 10e speelronde                                                           | Zwolsche Boys                                                                              | 0 – 2 (0 – 1)                                                                   | ZFC                                                                            |
| 25 september 1966 Plaats: Zwolle Gemeentelijk Sportpark                  |                                                                                            |                                                                                 | 11' Map Marijt 85' Jan Wagendrever                                             |
| 11e speelronde                                                           | Zwolsche Boys                                                                              | 1 – 2 (0 – 2)                                                                   | FC VVV                                                                         |
| 9 oktober 1966 Plaats: Zwolle Gemeentelijk Sportpark                     | Sietze de Vries 61'                                                                        |                                                                                 | 31', 33' Frans Derix                                                           |
| 12e speelronde                                                           | HVC                                                                                        | 2 – 0 (1 – 0)                                                                   | Zwolsche Boys                                                                  |
| 16 oktober 1966 Plaats: Amersfoort Birkhoven                             | Mosje Temming 21' (pen.) Bennie Marcus 63'                                                 |                                                                                 |                                                                                |
| 13e speelronde                                                           | Zwolsche Boys                                                                              | 1 – 1 (0 – 1)                                                                   | Fortuna                                                                        |
| 23 oktober 1966 Plaats: Zwolle Gemeentelijk Sportpark                    | Herman Lafaille 55'                                                                        |                                                                                 | 10' Jerrie Kruit                                                               |
| 14e speelronde                                                           | Veendam                                                                                    | 3 – 0 (0 – 0)                                                                   | Zwolsche Boys                                                                  |
| 30 oktober 1966 Plaats: Veendam De Langeleegte                           | Jetze Pascal 52' Rikkert La Crois 77', 78'                                                 |                                                                                 |                                                                                |
| 15e speelronde                                                           | AGOVV                                                                                      | 3 – 2 (0 – 1)                                                                   | Zwolsche Boys                                                                  |
| 6 november 1966 Plaats: Apeldoorn Berg & Bos                             | Piet Smits 53' Werner Schaaphok 75' Tonnie Perdon 83'                                      |                                                                                 | 16', 51' Jan Witzand                                                           |
| 16e speelronde                                                           | Zwolsche Boys                                                                              | 0 – 4 (0 – 1)                                                                   | Baronie                                                                        |
| 13 november 1966 Plaats: Zwolle Gemeentelijk Sportpark                   |                                                                                            |                                                                                 | 34' Rein Harting 59' Addy Brouwers 83' Cees Leyten 90' (pen.) Henk van Ierssel |
| 17e speelronde                                                           | Zwolsche Boys                                                                              | 0 – 2 (0 – 2)                                                                   | EDO                                                                            |
| 27 november 1966 Plaats: Zwolle Gemeentelijk Sportpark                   |                                                                                            |                                                                                 | 7' Ferry Kock 42' Bert Slisser                                                 |
| 18e speelronde                                                           | Heerenveen                                                                                 | 2 – 1 (0 – 1)                                                                   | Zwolsche Boys                                                                  |
| 4 december 1966 Plaats: Heerenveen Gemeentelijk Sportpark                | Roel Huitema 63' Dré Woest 80' (pen.)                                                      |                                                                                 | 41' Jan Witzand                                                                |
| 19e speelronde                                                           | Zwolsche Boys                                                                              | 0 – 2 (0 – 0)                                                                   | SC Gooiland                                                                    |
| 11 december 1966 Plaats: Zwolle Gemeentelijk Sportpark                   |                                                                                            |                                                                                 | 67', 83' Ted Immers                                                            |
| 20e speelronde                                                           | SC Gooiland                                                                                | 4 – 2 (2 – 1)                                                                   | Zwolsche Boys                                                                  |
| 18 december 1966 Plaats: Hilversum Gemeentelijk Sportpark                | Peter Voogt 17', 51' Ted Immers Paul Kramer                                                |                                                                                 | 23' Herman Lafaille Henk Ras                                                   |
| 21e speelronde                                                           | Zwolsche Boys                                                                              | 0 – 2 (0 – 2)                                                                   | AGOVV                                                                          |
| 26 december 1966 Plaats: Zwolle Gemeentelijk Sportpark                   |                                                                                            |                                                                                 | 21' Werner Schaaphok Johan Donderwinkel                                        |
| 22e speelronde                                                           | Tubantia                                                                                   | 2 – 1 (0 – 1)                                                                   | Zwolsche Boys                                                                  |
| 1 januari 1967 Plaats: Hengelo Veldwijk Toeschouwers: 500                | Jan Welles Rinus Paskamp                                                                   |                                                                                 | 45' Herman Lafaille                                                            |
| 23e speelronde                                                           | NOAD                                                                                       | 2 – 1 (2 – 1)                                                                   | Zwolsche Boys                                                                  |
| 8 januari 1967 Plaats: Tilburg Gemeentelijk Sportpark                    | Hens Maas 7', 32'                                                                          |                                                                                 | 45' Folly van Dam                                                              |
| 24e speelronde                                                           | Zwolsche Boys                                                                              | 0 – 3 (0 – 2)                                                                   | Wageningen                                                                     |
| 15 januari 1967 Plaats: Zwolle Gemeentelijk Sportpark                    |                                                                                            |                                                                                 | 10', 44' Frans van Ernst 65' Marcel Broecks                                    |
| 25e speelronde                                                           | PEC                                                                                        | 3 – 1 (1 – 1)                                                                   | Zwolsche Boys                                                                  |
| 22 januari 1967 Plaats: Zwolle De Vrolijkheid                            | Ben Spanhaak 21' Benny Carelsz 72' Joop Schuman 84'                                        |                                                                                 | 44' Sietze de Vries                                                            |
| 26e speelronde                                                           | Hermes DVS                                                                                 | 7 – 1 (2 – 0)                                                                   | Zwolsche Boys                                                                  |
| 29 januari 1967 Plaats: Schiedam Harga                                   | John Heikamp 11' Wim Klein 30', 76', 78' Cees van Kooten 52', 59', 78'                     |                                                                                 | 89' Sietze de Vries                                                            |
| 27e speelronde                                                           | Roda JC                                                                                    | 4 – 1 (2 – 0)                                                                   | Zwolsche Boys                                                                  |
| 12 februari 13 mei 1967 Plaats: Kerkrade Kaalheide Toeschouwers: 2.000   | Hens Fischer 35}', 37' Pierre Custers 61' Walter Kousen 87'                                | De oorspronkelijke wedstrijd (1 – 1) is ongeldig verklaard en opnieuw gespeeld. | 58' Henk Ras                                                                   |
| 28e speelronde                                                           | Zwolsche Boys                                                                              | 1 – 1 (1 – 1)                                                                   | Limburgia                                                                      |
| 19 februari 1967 Plaats: Zwolle Gemeentelijk Sportpark                   | Gait Rigter 10'                                                                            |                                                                                 | 20' Emil Klostermann                                                           |
| 29e speelronde                                                           | Wilhelmina                                                                                 | 8 – 1 (3 – 0)                                                                   | Zwolsche Boys                                                                  |
| 26 februari 1967 Plaats: 's-Hertogenbosch De Wolfsdonken                 | Frans Burg 13', –', –', –' Bert Harmse 47' Gabor Keretstes Henk van Rooij                  |                                                                                 | 53' Sietze de Vries                                                            |
| 30e speelronde                                                           | Zwolsche Boys                                                                              | 1 – 4 (0 – 2)                                                                   | Haarlem                                                                        |
| 5 maart 1967 Plaats: Zwolle Gemeentelijk Sportpark                       | Dick Gerrits 62'                                                                           |                                                                                 | 15', 60' Piet Hoeben 23' Eduard Robert 72' (pen.) Wietze Couperus              |
| 31e speelronde                                                           | Excelsior                                                                                  | 3 – 1 (1 – 1)                                                                   | Zwolsche Boys                                                                  |
| 12 maart 1967 Plaats: Rotterdam Woudestein                               | Joop Munne 40' Dick Beek 46' Gerard Weber 61'                                              |                                                                                 | 10' (e.d.) Gerrit den Butter                                                   |
| 32e speelronde                                                           | Zwolsche Boys                                                                              | 0 – 1 (0 – 1)                                                                   | Hilversum                                                                      |
| 19 maart 1967 Plaats: Zwolle Gemeentelijk Sportpark                      |                                                                                            |                                                                                 | 38' Evert Pluim                                                                |
| 33e speelronde                                                           | Zwolsche Boys                                                                              | 1 – 2 (1 – 0)                                                                   | Helmondia '55                                                                  |
| 25 maart 1967 Plaats: Zwolle Gemeentelijk Sportpark                      | Benny Visscher 37'                                                                         |                                                                                 | 49' Gerrie van Berlo 65' Toine van Laar                                        |
| 34e speelronde                                                           | Helmondia '55                                                                              | 2 – 1 (2 – 1)                                                                   | Zwolsche Boys                                                                  |
| 27 maart 1967 Plaats: Helmond De Braak                                   | Hans Brink 30' Loek Chatrou 43'                                                            |                                                                                 | 43' Folly van Dam                                                              |
| 35e speelronde                                                           | ZFC                                                                                        | 2 – 0 (0 – 0)                                                                   | Zwolsche Boys                                                                  |
| 2 april 1967 Plaats: Zaandam Westzanerdijk                               | Jan Brouwer 65' (pen.) Gerrit Zwarthoed 70'                                                |                                                                                 |                                                                                |
| 36e speelronde                                                           | Zwolsche Boys                                                                              | 1 – 3 (0 – 2)                                                                   | Veendam                                                                        |
| 16 april 1967 Plaats: Zwolle Gemeentelijk Sportpark                      | Herman Lafaille 75'                                                                        |                                                                                 | 8' Piet van Dam 16' Henk Wollerich 52' Hemmo Kerkhof                           |
| 37e speelronde                                                           | FC VVV                                                                                     | 5 – 1 (2 – 1)                                                                   | Zwolsche Boys                                                                  |
| 23 april 1967 Plaats: Venlo De Kraal                                     | Jan Verbong Gait Rigter 30' (e.d.) Frans Derix 60', 88' Jan Klaassens 68'                  |                                                                                 | 30' Henk Ras                                                                   |
| 38e speelronde                                                           | Zwolsche Boys                                                                              | 0 – 3 (0 – 2)                                                                   | HVC                                                                            |
| 30 april 1967 Plaats: Zwolle Gemeentelijk Sportpark Toeschouwers: 1.000  |                                                                                            |                                                                                 | 10' Ab Ruitenbeek 43' Mosje Temming 75' Evert van Ginkel                       |
| 39e speelronde                                                           | Zwolsche Boys                                                                              | 0 – 3 (0 – 2)                                                                   | Tubantia                                                                       |
| 4 mei 1967 Plaats: Zwolle Gemeentelijk Sportpark                         |                                                                                            |                                                                                 | 17' Bertus Strating 39' Jan Welles 56' Johan Wiedemeijer                       |
| 40e speelronde                                                           | Baronie                                                                                    | 4 – 2 (3 – 1)                                                                   | Zwolsche Boys                                                                  |
| 7 mei 1967 Plaats: Breda De Blauwe Kei Toeschouwers: 750                 | Rein Harting 4' Addy Brouwers 5', 36' (pen.) Gerrie Deijkers 65'                           |                                                                                 | 40' Herman Lafaille 71' Henk Overmars                                          |
| 41e speelronde                                                           | Fortuna                                                                                    | 4 – 0 (2 – 0)                                                                   | Zwolsche Boys                                                                  |
| 15 mei 1967 Plaats: Vlaardingen Floreslaan Toeschouwers: 1.500           | Wim Freriks 15' Cees Blankenstein 35' Marcus Schippers 67' (pen.) Maarten van der Zwan 89' |                                                                                 |                                                                                |
| 42e speelronde                                                           | Zwolsche Boys                                                                              | 1 – 3 (0 – 1)                                                                   | NOAD                                                                           |
| 21 mei 1967 Plaats: Zwolle Gemeentelijk Sportpark Toeschouwers: 300      | Jan Witzand 46'                                                                            |                                                                                 | 19' Bart Stovers 47', 74' Wil Uyens                                            |
| 43e speelronde                                                           | EDO                                                                                        | 9 – 0 (6 – 0)                                                                   | Zwolsche Boys                                                                  |
| 28 mei 1967 Plaats: Haarlem Noordersportpark Toeschouwers: 1.000         | Ferry Kock –', –', –', –' Rob Bosdijk –', –', –' Bert Slisser Frits van der Putten         |                                                                                 |                                                                                |
| 44e speelronde                                                           | Zwolsche Boys                                                                              | 1 – 3 (0 – 2)                                                                   | Heerenveen                                                                     |
| 30 mei 1967 Plaats: Zwolle Gemeentelijk Sportpark Toeschouwers: 100      | Sipke de Jong (e.d.) 75'                                                                   |                                                                                 | 13' Henk van Koningsveld 15', –' (pen.) Ido Bunnig                             |

## Statistieken Zwolsche Boys 1966/1967

### Eindstand Zwolsche Boys in de Nederlandse Tweede divisie 1966 / 1967
| Stand | Gespeeld | Gewonnen | Gelijk | Verloren | Punten | Doelpunten voor | Doelpunten tegen |
| ----- | -------- | -------- | ------ | -------- | ------ | --------------- | ---------------- |
| 23e   | 44       | 1        | 4      | 39       | 6      | 28              | 129              |

### Topscorers
| Competitie \| # \| Naam \| \| \| ---------------- \| ----------------------------- \| -- \| \| 1. \| Herman Lafaille \| 5 \| \| 1. \| Jan Witzand \| 5 \| \| 3. \| Sietze de Vries \| 4 \| \| 4. \| Henk Ras \| 3 \| \| 5. \| Folly van Dam \| 2 \| \| 5. \| Gait Rigter \| 2 \| \| 7. \| Dick Gerrits \| 1 \| \| 7. \| Tjeerd Henstra \| 1 \| \| 7. \| Henk Overmars \| 1 \| \| 7. \| Benny Visscher \| 1 \| \| 7. \| Jan de Vries \| 1 \| \| Eigen doelpunten \| \| \| \| – \| Gerrit den Butter (Excelsior) \| 1 \| \| – \| Sipke de Jong (Heerenveen) \| 1 \| \| Totaal \| Totaal \| 28 \| |                               |      |
| # | Naam                          | Goal |
| 1. | Herman Lafaille               | 5    |
| 1. | Jan Witzand                   | 5    |
| 3. | Sietze de Vries               | 4    |
| 4. | Henk Ras                      | 3    |
| 5. | Folly van Dam                 | 2    |
| 5. | Gait Rigter                   | 2    |
| 7. | Dick Gerrits                  | 1    |
| 7. | Tjeerd Henstra                | 1    |
| 7. | Henk Overmars                 | 1    |
| 7. | Benny Visscher                | 1    |
| 7. | Jan de Vries                  | 1    |
| Eigen doelpunten |                               |      |
| – | Gerrit den Butter (Excelsior) | 1    |
| – | Sipke de Jong (Heerenveen)    | 1    |
| Totaal | Totaal                        | 28   |

### Punten per tegenstander
|       | AGOVV | Baronie | EDO | Excelsior | Fortuna | Gooiland | Haarlem | Heerenveen | Helmondia '55 | Hermes DVS | Hilversum | HVC | Limburgia | NOAD | PEC | Roda JC | Tubantia | Veendam | VVV | Wageningen | Wilhelmina | ZFC |
| ----- | ----- | ------- | --- | --------- | ------- | -------- | ------- | ---------- | ------------- | ---------- | --------- | --- | --------- | ---- | --- | ------- | -------- | ------- | --- | ---------- | ---------- | --- |
| Thuis | 0     | 0       | 0   | 2         | 1       | 0        | 0       | 0          | 0             | 1          | 0         | 0   | 1         | 0    | 0   | 0       | 0        | 0       | 0   | 0          | 1          | 0   |
| Uit   | 0     | 0       | 0   | 0         | 0       | 0        | 0       | 0          | 0             | 0          | 0         | 0   | 0         | 0    | 0   | 0       | 0        | 0       | 0   | 0          | 0          | 0   |

### Doelpunten per tegenstander
|       | AGOVV | Baronie | EDO | Excelsior | Fortuna | Gooiland | Haarlem | Heerenveen | Helmondia '55 | Hermes DVS | Hilversum | HVC | Limburgia | NOAD | PEC | Roda JC | Tubantia | Veendam | VVV | Wageningen | Wilhelmina | ZFC | Totaal |
| ----- | ----- | ------- | --- | --------- | ------- | -------- | ------- | ---------- | ------------- | ---------- | --------- | --- | --------- | ---- | --- | ------- | -------- | ------- | --- | ---------- | ---------- | --- | ------ |
| Thuis | 0     | 0       | 0   | 1         | 1       | 0        | 1       | 1          | 1             | 0          | 0         | 0   | 1         | 1    | 0   | 0       | 0        | 1       | 1   | 0          | 1          | 0   | 10     |
| Uit   | 2     | 2       | 0   | 1         | 0       | 2        | 1       | 1          | 1             | 1          | 0         | 0   | 1         | 1    | 1   | 1       | 1        | 0       | 1   | 0          | 1          | 0   | 18     |
|       |       |         |     |           |         |          |         |            |               |            |           |     |           |      |     |         |          |         |     |            |            |     | 28     |

## Voetnoten
AGOVV · Baronie · EDO · Excelsior · Fortuna · Gooiland · Haarlem · Heerenveen · Helmondia '55 · Hermes DVS · Hilversum · HVC · Limburgia · NOAD · PEC · Roda JC · Tubantia · Veendam · FC VVV · Wageningen · Wilhelmina · ZFC · Zwolsche Boys